# Havant
Havant è una località e un borough dell'Hampshire, Inghilterra, Regno Unito.